# Franciszek Niewczyk
Franciszek Niewczyk (ur. 1859 – zm. 1944 we Lwowie) – polski artysta lutnik, działacz organizacji patriotycznych i niepodległościowych. 

## Życiorys
W 1885 r., założył pracownię lutniczą w Poznaniu (Pracownia Lutnicza Niewczyk & Synowie), skąd został wydalony w 1905 r., za przewóz pieniędzy zebranych przez Polaków z zaboru pruskiego na budowę Pomnika Grunwaldzkiego do Krakowa. Władze pruskie nakazały mu opuszczenie miasta w ciągu 24 godzin, do czego się dostosował wyjeżdżając do Lwowa gdzie założył Pierwszą Krajową Fabrykę Instrumentów Muzycznych, wykonującą między innymi wysokiej jakości skrzypce. Był synem Ignacego (muzyka weselnego) i ojcem Stanisława Niewczyka, którego również przeszkolił do zawodu lutnika i który przejął po nim pracownię. Założony przez F. Niewczyka zakład istnieje do dzisiaj, w 2005 r., obchodził 120-lecie istnienia. 